# Peter Brötzmann
Peter Brötzmann (n. 6 martie 1941, Remscheid, Germania Nazistă – d. 22 iunie 2023, Wuppertal, Germania) a fost un saxofonist german de free jazz.
Brötzmann este considerat a fi printre cei mai importanți muzicieni europeni de free jazz. Stilul său muzical liric dar frust se poate ușor recunoaște în diferite înregistrări.